# Бедекер (путівник)
«Бедекер» — це німецький туристичний путівник для внутрішніх та міжнародних напрямків. Він був вперше опублікований у 1832 році видавництвом, заснованим у Кобленці в 1827 році його тезкою, Карлом Бедекером, який працював у Лейпцигу з 1872 року та у Фрайбурзі-ім-Брайсгау з 1956 року. З 1997 року видавництво входить до групи MairDumont Group зі штаб-квартирою в Остфільдерні.
Завдяки лаконічному стилю письма, точності туристичної інформації та щедрим картографічним та іншим матеріалам, він став синонімом туристичного путівника par excellence у 19 столітті, особливо в німецькомовних країнах, з червоною лляною обкладинкою та тисненими золотими літерами. Раннє включення іноземних видань до програми туристичних путівників — видавець навіть змінив написання його прізвища (тепер без німецького умлауту «ä») для міжнародного ринку — також забезпечило Бедекеру світову репутацію. Крім того, для редагування томів часто консультувалися з відомими експертами у своїх галузях, що призводило до високоякісних текстів.
Окрім серії «Путівники міста Бедекер», яка була припинена у 2010 році, з 1979 по 2012 рік видавалися туристичні путівники Baedeker Allianz під назвою «Путівники міста Бедекер Allianz» з використанням відмінних кольорів двох компаній-учасниць: «червоний/синій». З 2013 року вони знову носять єдину назву Baedeker. Спочатку були збережені нові відмінні кольори; дизайн обкладинки, принципово перероблений у 2018 році, тепер містить лише назву серії «альянс-синій».